# Vaccarizzo Albanese
Vaccarizzo Albanese (Vakarici in arbëreshë) è un comune italiano di 1 010 abitanti della provincia di Cosenza in Calabria.
Si trova sul versante settentrionale della Sila Greca, alle pendici della Serra Crista d'Acri (1125 m s.l.m.). Centro cittadino della comunità albanese d'Italia (arbëreshë), mantiene l'antica lingua albanese (arbërisht), gli abiti tipici tradizionali e il rito bizantino, sotto la giurisdizione religiosa dell'eparchia di Lungro.

## Storia
Vaccarizzo Albanese fu fondato intorno al 1470, dopo la morte dell'eroe nazionale albanese Giorgio Castriota Scanderbeg (1468) e l'avanzata turca ottomana nella penisola balcanica, da gruppi di profughi che si stanziarono sulle colline della Pre-Sila greca, dopo una breve sosta di circa due anni nel tarantino, fondando tra gli altri anche i casali di San Demetrio Corone, Macchia Albanese, San Giorgio Albanese, San Cosmo Albanese, Santa Sofia d'Epiro e Spezzano Albanese.
Nel XVI secolo, il luogo, in cui è situato oggi il paese, faceva parte del feudo dei Principi Sanseverino. Nel XVII secolo il feudo passò nelle mani del Duca di Corigliano e si estendeva dal Cino al Crati, dalle colline sopra Vaccarizzo e San Giorgio fino al Mar Ionio.
Il primo insediamento avvenne nel luogo ove oggi sono situati i ruderi dell'antica Cappella di San Nicola risalente al XIII secolo e poi nel luogo oggi detto "Chiesa Nuova", qui, insieme agli abitanti di San Cosmo Albanese, formarono un unico villaggio. Nel 1509 i due gruppi si separarono dando origine ai casali di Vaccarizzo e di San Cosmo Albanese. L'attuale sede sorse attorno alla Chiesa di Santa Maria di Costantinopoli (Shën Mëria e Menxasporisë), costruita nel 1669, così come le prime case in muratura.
Dopo essere vissuti, per tanto tempo, in capanne di frasche, che spesso avevano dato alle fiamme per non essere censiti dai numeratori fiscali, i profughi, infatti, decisero di stabilirsi qui definitivamente. I rigori della feudalità si instaurarono, dunque, a Vaccarizzo da tre diverse Signorie: la Signoria dei Principi Sanseverino di Bisignano, la Signoria della Badia di S. Adriano di San Demetrio, ed infine la Signoria dei Saluzzo-Doria di Corigliano Calabro, sotto la cui giurisdizione toccò a Vaccarizzo passare l'ultimo prolungato periodo di soggezione, fino alla nascita del Comune con l'eversione della feudalità tra la fine del XVIII e l'inizio del XIX secolo.
Nel 1864 al nome Vaccarizzo fu aggiunta la specificazione "Albanese", in ricordo delle sue origini.

### Simboli
Lo stemma e il gonfalone sono stati concessi con decreto del presidente della Repubblica del 29 settembre 1966.
Il gonfalone è un drappo di giallo.

## Monumenti e luoghi d'interesse
Importante è la Chiesa di Santa Maria di Costantinopoli. Due chiese parrocchiali omonime, l'una di rito greco-bizantino, l'altra di rito latino si trovano nella piazza principale. Si possono ammirare due fonti battesimali e un pregevole coro ligneo. Il tabernacolo della chiesa è opera dell'artigiano Giuseppe Serembe. Interessanti sono le fontane e il palazzo che ospita il municipio dove si trova una lapide-ricordo di Pasquale Scura. In via Fontana delle spose si può visitare il museo del costume albanese, dove è raccolto parte del vestiario degli Albanesi d'Italia.

## Società

### Evoluzione demografica
Abitanti censiti

### Etnie e minoranze straniere
Secondo i dati ISTAT al 31 dicembre 2015 la popolazione straniera residente era di 133 persone. Le nazionalità maggiormente rappresentate in base alla loro percentuale sul totale della popolazione residente erano:
- Albania 87 (7,73%)
- Romania 35 (3,11%)

## Cultura

### Feste e tradizioni
Il 2 aprile ricorre la festa religiosa più importante in onore a San Francesco di Paola (Shën Çiku i Paulës). Il 21 novembre si svolge la festa patronale di Nostra Signora di Costantinopoli (Shën Mëria e Menxasporis), la Madonna dei massari. È consuetudine della popolazione, durante la festa dell'Epifania (Ujët të pagëzuam), recarsi alla fontana vecchia (kroi i vjetër) per la benedizione delle acque che viene portata nelle case per essere cosparsa. Ancora in uso, in particolari festività religiose bizantine o culturali, i tradizionali costumi (mbrojet) femminili albanesi.

#### Festività principali
- Epifania -  Benedizione delle acque alla "Fontana vecchia" (Kroi i vjetër).
- 2 aprile - San Francesco di Paola (Shën Çiku i Paullës).
- Pasqua - Riti Pasquali secondo il calendario bizantino (Pahkët).
- 21 novembre - Madonna di Costantinopoli (Shën Mëria e Menxasporisë').
- 13 dicembre - Santa Lucia (Festa e Shën Luçisë - dritë e syve).